# متیو بینتون
متیو بِینتون (به انگلیسی: Mathew Baynton) (زاده ۱۸ نوامبر ۱۹۸۰ ) بازیگر انگلیسی است.
از فیلم‌های معروف او می‌توان به بازی در فیلم آخرت و افسانه‌های واهی اشاره کرد.